# Mednarodno letališče Šeremetjevo
Mednarodno letališče Aleksandra S. Puškina Šeremetjevo (rusko: Международный аэропорт Шереметьево имени А. С. Пушкина, latinizirano: Meždunarodnyj aeroport Šeremet'evo imeni A. S. Puškina) (IATA: SVO, ICAO: UUEE) je eno od štirih mednarodnih letališč, ki služijo Moskvi. Je najprometnejše letališče v Rusiji in 13. najbolj prometno v Evropi. Sprva je bilo zgrajeno kot vojaško letališče, leta 1959 pa je bilo preurejeno v civilno letališče. Letališče je bilo sprva poimenovano po bližnji vasi, leta 2019 pa je bilo imenu dodano ime ruskega pesnika Aleksandra Puškina.
Letališče obsega šest terminalov: štiri mednarodni (en v gradnji), en domači in en za zasebno letalstvo. Leži 29 km severozahodno od centra Moskve, med mestoma Lobnja in Himki v Moskovski oblasti.
Leta 2017 je letališče uporabilo 40,1 mio. potnikov in 308.090 premikov letal. Leta 2018 je število potnikov zraslo za 14,3 % na 45,8 mio. Prav tako se je letalski promet povečal za 15,9 %. Šeremetjevo je glavno vozlišče za rusko letalsko družbo Aeroflot in njene podružnice Rossiya Airlines, Nordwind Airlines, Pegas Fly in Ural Airlines.

## Terminali
Mednarodno letališče Šeremetjevo ima štiri delujoče potniške terminale in en posebni terminal za zasebne in poslovne polete. Štiri potniški terminali letališča se delijo na dve skupini glede na geografsko lego – Severni kompleks terminalov in Južni kompleks terminalov. Trenutni sistem poimenovanja terminalov je bil uveljavljen decembra 2009; pred tem so bili terminali oštevilčeni – Šeremetjevo-1 (zdaj Terminal B), Šeremetjevo-2 (zdaj Terminal F) in Šeremetjevo-3 (zdaj Terminal D).
Terminal A služi poslovnemu in zasebnemu letalstvu.
Terminal B služi domačim poletom, z izjemo daljnega vzhoda (Vladivostok, Habarovsk, Petropavlovsk-Kamčatski), ki letijo s terminala D.
Terminali C, D, E in F služijo mednarodnim poletom, vendar je terminal D od množične odpovedi poletov 15. marca 2022 zaprt.